# Протестантизм в Туркменистане
Протестантизм в Туркмении — одно из направлений христианства в стране. По данным исследовательского центра Pew Research Center в 2010 году в Туркмении проживало 30 тыс. протестантов. Эти данные выглядят весьма завышенными и не находят подтверждения в других источниках.
Издание «Операция мир» насчитало в 2010 году в Туркменистане чуть менее 2 тыс. традиционных протестантов в 5 союзах и ещё ок. 2 тыс. прихожан неденоминационных церквей также в 5 союзах. В других изданиях можно найти данные о 2,5 тыс. протестантах и 4 тыс. верующих независимых церквей.
Наиболее широко протестанты представлены в крупных городах. По этнической принадлежности большинство протестантов — славяне (русские, украинцы, белорусы). Немало протестантов и среди живущих в Туркмении корейцев и немцев. Протестанты также имеются среди туркмен, узбеков, армян, казахов и др.

## Исторический обзор
Первые христиане появились на территории современной Туркмении в Мерве в III веке. Свидетельством их деятельности является христианский некрополь III—VI веков в окрестностях Старого Мерва, а также сооружение Хароба-Кошук в 18 километрах от Мерва, которое некоторыми исследователями считается руиной христианского (несторианского) храма.
В результате Ахал-текинской экспедиции Туркменистан был присоединён к Российской империи. В конце XIX века в этом крае небольшое присутствие устанавливает Русская православная церковь.
Первые протестанты появились в Туркмении в 1890 году. Из Владикавказа сюда переехал баптист И. К. Савельев; меннонит Ф. С. Овсянников перебрался в Ашхабад из Самаркандской области. В 1892 году в Асхабадском уезде ими был основан посёлок Кельтичивар (позже — Куропаткинский). В посёлке действовала евангельская церковь, прихожанами которой были русские и армяне. В нач. XX века баптистская церковь появилась в Ашхабаде, её прихожанами были бывшие православные и молокане.
В 1892 году немцы-лютеране из Саратовской и Самарской губерний основали в Тедженском уезде посёлок Крестовый. Позже немцы основывают посёлки Саратовский 1-й (1892 год, Асхабадский уезд), Саратовский 2-й (1903 год, Мервский уезд), Козелковский (1905 год, Мервский уезд). По данным Всероссийской переписи населения 1897 года в Закаспийской области проживало 1026 немцев; подавляющее большинство из них были лютеранами.
В 1930-е годы лютеранские и баптистские церкви подверглись репрессиям, богослужения в них были прекращены. Лишь с конца 1940-х годов происходит постепенное возобновление религиозной жизни в протестантских общинах Туркменской ССР. Ашхабадская баптистская церковь получила государственную регистрацию только в 1977 году. К этому времени в крае уже действовала община т. н. «не регистрированных баптистов».
В 1982 году Вячеслав Чубаров начал в Ашхабаде первую церковь адвентистов седьмого дня. Община была зарегистрирована государством в 1990 году.

### В годы независимости
К моменту обретения независимости, в Туркмении государственную регистрацию имели баптисты и адвентисты. В 1994 году государство признало лютеран и Новоапостольскую церковь. В стране также действовали вышедшие из баптистских общин пятидесятники и общины СЦЕХБ. В 1995 году в Ашхабаде появилась независимая евангельская церковь «Великая благодать», являющаяся дочерней организацией Greater Grace World Outreach. В том же 1995 году в Дашогузе возникла харизматическая «Церковь живого Бога».
Однако в конце 1996 года новое постановление президента страны «О государственной регистрации религиозных организаций» обязало все религиозные организации до 1 марта 1997 года пройти перерегистрацию; при этом для регистрации община должна была иметь «не менее 500 учредителей». Ни одна из протестантских конфессий не смогла пройти регистрацию. С этого момента евангельские общины страны подвергались систематическому преследованию.
В марте 2004 года правительство уменьшило минимальный порог для регистрации общины с 500 до 5 человек. В том же году государственную регистрацию получили Церковь евангельских христиан-баптистов, Церковь адвентистов седьмого дня, Полноевангельская церковь Туркменистана (пятидесятники), Церковь «Свет востока» (пятидесятники в Дашогузе), евангельская Церковь «Великая благодать», Международная церковь Христа (Бостонское движение, реставрационисты) и Новоапостольская церковь. В 2007 году к ним присоединилась церковь «Источник жизни» и «Слово жизни» (обе — в Туркменабате).

## Современное состояние
Прихожанами пятидесятнических и харизматических церквей Туркемении являются 1,1 тыс. человек (2010 год). Число пятидесятников незначительно увеличилось (со 150 человек в 2000 году).
Часть баптистских общин страны входит в Союз церквей евангельских христиан-баптистов Средней Азии. По состоянию на 1998 год Союз объединял 200 крещённых членов. Самые крупные баптистские общины расположены в Ашхабаде, Небитдаге и Туркменбашы. В стране имеется ещё один баптистский союз, входящий в Международный союз церквей евангельских христиан-баптистов. Его членами являются до 200 человек (1998 год).
Лютеране Туркмении объединены вокруг трёх общин — в Серахсе, Туркменбашы и Ёлётене. Самая крупная лютеранская община находится в Серахсе.
Адвентисты седьмого дня имеют в Туркмении одну церковь в Ашхабаде; её членами являются 91 человек (2011 год). Помимо вышеуказанных, в стране также действуют верующие из Новоапостольской церкви, Международной церкви Христа и не деноминационной евангельской церкви «Великая благодать».